# Annichen Kringstad
Annichen Cecilie Kringstad (* 15. Juli 1960 in Oslo) ist eine ehemalige schwedische Orientierungsläuferin.
Kringstad wird neben Simone Niggli-Luder als beste Orientierungsläuferin überhaupt angesehen. Kringstad gewann sowohl das Einzelrennen als auch die Staffel bei den Weltmeisterschaften 1981, 1983 und 1985. Ihre erste von insgesamt vier Weltmeisterschaften absolvierte sie 1979 im finnischen Tampere und kam dabei auf den neunten Rang im Einzellauf. Im schweizerischen Thun gelang ihr 1981 schließlich der erste Doppeltriumph: Im Einzel ließ sie die Norwegerin Brit Volden über drei Minuten hinter sich und in der Staffel mit Arja Hannus, Barbro Lönnkvist und Karin Rabe setzten sich die Schwedinnen mit einem Vorsprung von über 15 Minuten vor der Staffel Finnlands durch. Ähnlich dominant verliefen die Weltmeisterschaften 1983 im ungarischen Zalaegerszeg: Kringstad hatte diesmal im Einzelrennen einen Vorsprung von über sieben Minuten auf ihre Landsfrau Marita Skogum. Im Staffelwettkampf hatten Karin Rabe, Marita Skogum, Kerstin Månsson und Kringstad einen siebenminütigen Vorsprung auf die Tschechoslowakei. 1985 fanden mit Australien erstmals Weltmeisterschaften im Orientierungslauf außerhalb Europas statt. Kringstad gewann zum dritten Mal in Folge sowohl den Einzelwettkampf als auch die Staffelentscheidung. 1986 beendete sie ihre Karriere.
Beim Mehrtage-Orientierungslauf O-Ringen trug sie 1981, 1982, 1983, 1985 und 1986 den Sieg davon. Zwischen 1978 und 1985 gewann Kringstad 14 schwedische Meisterschaften: Vier im Nacht-OL, drei auf der Langdistanz, zwei auf der Ultralangdistanz und fünf mit der Staffel. 1984 wurde sie außerdem schwedische Vizemeisterin im Marathonlauf.
Darüber hinaus wurde sie 1981 mit der Svenska-Dagbladet-Goldmedaille und dem Radiosportens Jerringpris geehrt und 1981 und 1985 als Orientierungsläuferin des Jahres in Schweden ausgezeichnet. 
Kringstad lief für die schwedischen Orientierungslauf-Vereine Säffle OK, OK Ravinen und Stora Tuna IK. Mit Stora Tuna IK gewann sie 1982, 1984 und 1985 die Venlojen viesti, die Tiomila gewann sie 1980 und 1981 mit dem OK Ravinen und 1982 und 1984 mit Stora Tuna.

## Platzierungen
| Weltmeisterschaften | Einzel | Staffel |
| ------------------- | ------ | ------- |
| 1979 Tampere        | 9.     |         |
| 1981 Thun           | 1.     | 1.      |
| 1983 Zalaegerszeg   | 1.     | 1.      |
| 1985 Bendigo        | 1.     | 1.      |

| Nord. Meisterschaften | Einzel | Staffel |
| --------------------- | ------ | ------- |
| 1982 Bornholm         | ?      | 1.      |
| 1984 Tromsø           | 9.     | 3.      |

| Nord. Junioren-Meisterschaften | Einzel | Staffel |
| ------------------------------ | ------ | ------- |
| 1978 Nora                      | ?      | 3.      |
| 1980 Borlänge                  | 2.     | 1.      |